# Stade de Régiment de la Garde républicaine
Stade de Régiment de la Garde républicaine – to stadion piłkarski w mieście Dżibuti, stolicy Dżibuti. Obecnie jest używany głównie dla meczów piłki nożnej. Swoje mecze rozgrywa na nim drużyna piłkarska Garde Républicaine. Stadion może pomieścić 3 000 osób.